# トルネーゼ
トルネーゼ（Tornese、1952年 - 1966年）は、イタリアの繋駕速歩用競走馬である。1952年にイタリアで父Pharaon（ファラオ）と母Balboa（バルボア）の間に生まれた。全成績は229戦133勝、国外ではアメリカ賞（フランス）に何度も挑戦するもついに勝てず、インターナショナルトロット（アメリカ合衆国）ではJamin（ジャマン）に負けるなどいまいち活躍しきれなかった感があるが、イタリア国内ではロッテリア大賞を3連覇するなど大レースをほぼ総なめにし、Varenne（ヴァレンヌ）やRibot（リボー）と並ぶイタリア競馬史上に残る名馬であった。Varenneが登場する以前はイタリア競馬史上最強馬とされていたほどである。2003年3月18日には、前述の2頭およびMolved（モルヴェド：Ribotの産駒で凱旋門賞馬）とともに記念切手も発行された。額面は4頭中3番目に高い15ユーロ・セントであった（右上の切手）。